# François Le Tacon
François Le Tacon (né le 25 décembre 1939 à Saint-Agathon en Bretagne) est un ingénieur agronome, docteur ès sciences français.

## Œuvre
Ses domaines d'intérêt scientifique sont nombreux : science du sol, écologie forestière, génétique et microbiologie. Il s'est tout particulièrement consacré aux associations symbiotiques des arbres forestiers passant de l'écologie moléculaire à l'écogénomique ou à la physiologie des champignons ectomycorhiziens. Ses recherches sur la truffe sont nombreuses et ont permis de mieux comprendre ce champignon. Il est directeur de recherche émérite à l'Institut national de la recherche agronomique (INRAE). Il a été président du centre de Nancy pendant dix ans, de 1985 à 1995. 
Associant art et science, il s'est également intéressé à l'Art nouveau, notamment à Émile Gallé, et a publié de nombreux ouvrages, articles et catalogues d'expositions dans ce domaine.

## Publications

### Agronomie et biologie
- François Le Tacon et Paul Maurice , L'odyssée des champignons , Éditions Quae, 2019, 144 pages  (ISBN 9782759230532).
- François Le Tacon et François Guillaume (préfacier), Les Truffes - Biologies, écologie et domestication, Éditions AgroParisTech, 2017 Grand Format, 303 pages,  (ISBN 978-2-85710-094-2)
- F. Le Tacon; D. Mousain, J. Garbaye, Mycorhizes ; pépinières et plantations forestières en France, Revue forestière, 1997
- F. Le Tacon; S. Kilaru, J. Labbé, Y.C. Lin, V. Lequé, The genome of Laccaria bicolor provides insights into mycorrhizal symbiosis, Nature 2008-Nature.com
- La déforestation : essai sur un problème planétaire, Versailles : Éditions Quae, DL 2021  (ISBN 978-2-7592-3287-1)

### Art nouveau
- François Le Tacon et Pierre Valck, Émile Gallé L'amour de la fleur : Les écrits horticoles du maître de l'Art nouveau, Nancy, Éditions Place Stanislas, 2008, 324 p. (ISBN 978-2-35578-013-4)
- François Le Tacon (dir.), Actes du colloque en hommage à Émile Gallé organisé par l'Académie de Stanislas 28-29 septembre 2004, Association d'historiens de l'Est, Nancy, 2005, 302 p.
- François Le Tacon, Émile Gallé. Maître de l'art nouveau, Nuée Bleue, Strasbourg, 2004, 300 p.  (ISBN 2716506205).
- François Le Tacon et Flavien de Luca, L'Usine d'art Gallé à Nancy, Association des amis du Musée de l'école de Nancy, 2001, 59 p.  (ISBN 2913966055).
- François Le Tacon, L'œuvre de verre d'Émile Gallé, 2000, 242 p. (ISBN 978-2-911043-37-6)
- François Le Tacon, Émile Gallé, ou Le mariage de l'art et de la science, Éditions Messene, Paris ; Jean de Cousance, Chennevières-sur-Marne, 1995, 165 p.  (ISBN 2911043049).
- François Le Tacon, Émile Gallé L'amour de l'Art, les écrits artistiques du Maître de l'Art Nouveau, Éditions Place Stanislas, 2010,  (ISBN 978-2-35578-053-0).
- François Le Tacon, Émile Gallé, Arts de la Table et Art Nouveau, Éditions Serge Domini, 2014,  (ISBN 978-2-9529490-3-3).
- François Le Tacon, La croix de Lorraine, du golgotha à la France Libre, Éditions Serpenoise, 2012,  (ISBN 978-2-87692-916-6).